# الزا براندیس
اِرژیبت «اِلزا» براندِیس (مجاری: Elza Brandeisz؛ ‏ ۱۸ سپتامبر ۱۹۰۷ – ۶ ژانویه ۲۰۱۸) آموزگار، رقصنده و زن ابرصدساله اهل مجارستان بود. او یکی از پیشگامان رقص اکسپرسیونیستی در کشور مجارستان به حساب می‌آمد. او در جریان جنگ جهانی دوم چندین یهودی از جمله جرج سوروس ۱۴ ساله را در خانه تابستانی خانواده اش در بالاتون‌آلمادی پنهان کرد. او در سال ۱۹۹۵ توسط بنیاد اسرائیلی یَد وشِم به عنوان درستکار در میان ملل شناخته شد.

## دوران اولیه زندگی و تحصیل
اِلزا براندِیس در ۱۸ سپتامبر ۱۹۰۷ در شهر «روست» که در آن زمان جزئی از امپراتوری اتریش-مجارستان بود (و امروزه همان روست بورگن‌لاند در خاک اتریش است) به دنیا آمد. دوران کودکی او در شهر بوداپست مجارستان و در یک خانواده آلمانی که به کلیسای لوتری تعلق داشت سپری شد. او در کودکی شاهد تاجگذاری کارل یکم، امپراتور اتریش-مجارستان در بوداپست بود.
بین سال‌های ۱۹۲۳ و ۱۹۲۸، او در مدرسه رقص «لیلی کالائی» این هنر را فرا گرفت. در دهه ۱۹۳۰ در وین و درسدن زیر نظر رقصندهٔ نامدار آلمانی ماری ویگمن آموخته‌های خود را تکمیل کرد.

## حرفه
براندِیس یک رقصنده و بعدها یک مربی رقص دارای مجوز دولتی در یک مدرسه خصوصی رقص مدرن بود که توسط بلانه لایتائی، یک زن یهودی اداره می‌شد. براندِیس را «یکی از پیشگامان رقص اکسپرسیونیستی در مجارستان» می‌دانستند. در مسابقات رقص هنوز هم یک حرکت دشوار و مارپیچ وجود دارد که نامش «پرش براندیس» است و توسط او ابداع و آموزش داده می‌شد.
در جریان جنگ جهانی دوم، برای جلوگیری از تسلط نازی‌های آلمان و برنامهٔ آریایی‌سازی، براندِیس مدرسه لایتائی را به نام خود ثبت کرد. هنگامی که لایتائی به اجبار به یک «خانه ستاره‌زرد» منتقل شد، براندِیس برای او غذا می‌آورد و به او کمک کرد تا از سفارت پرتغال نامه حفاظتی دریافت کند. براندیس به یهودی دیگری به نام یودیت بالو که یکی از شاگردان مدرسه رقص بود، کمک کرد. پس از تهاجم آلمانی‌ها، براندیس ترتیبی داد که بالو در منزل یکی از دوستانش در شهر دیور مخفی شود. اما بالو پس از برانگیختن سوء‌ظن همسایه ها نتوانست آنجا بماند. براندِیس او را برای ماه‌ها در خانه‌ای تابستانی که در بالاتون‌آلمادی و در نزدیکی دریاچه بالاتون داشت، پنهان کرد. براندِیس از طریق بالو با بوژی سوروس یک زن یهودی دیگر از اهالی بوداپست آشنا شد. با افزایش تهدید و خطر برای یهودیان ساکن بوداپست، بوژی سوروس و پسر ۱۴ ساله‌اش گئورگ نیز به بالاتون‌آلمادی آمد و به خانه تابستانی براندیس پناه بردند. براندِیس همچنین بوژی سوروس و پسر ۱۴ ساله‌اش گئورگ را در خانه تابستانی خانواده‌اش در بالاتون‌آلمادی مخفی کرد. پس از مهاجرت به آمریکا، گئورگ نام خود را به جرج سوروس تغییر داد. خانواده سوروس در آن خانه یک اتاقه با پدر سالخورده، مادر و خواهر براندِیس به اشتراک گذاشتند.
در دوران پس از جنگ، دولت جدید کمونیستی دیدگاه منفی‌ای نسبت به هنر رقص داشت و براندِیس از سال ۱۹۴۸ از رقصیدن منع شد. او به‌جای رقص، به تدریس ژیمناستیک و ورزش در بالاتون‌آلمادی روی آورد.

## دوران بعدی زندگی
براندِیس در سال ۱۹۶۳ بازنشسته شد و راهنمای موزه در «خانه استورنو» در شهر شوپرون شد، و تا سال ۱۹۷۸ در آنجا مشغول به کار بود. او کمک و حمایت مالی جورج سوروس را نپذیرفت، اما به ابتکار جرج سوروس، توسط پرستاران حمایت شد. در سال ۱۹۹۵، بنیاد اسرائیلی یَد وشِم با اعطای عنوان درستکار در میان ملل از او تجلیل کرد.

براندِیس در سال‌های آخر زندگی، در انزوا در شوپرون زندگی می‌کرد. او در زمان مرگش در ۶ ژانویه ۲۰۱۸، مسن‌ترین ساکن شهر با ۱۱۰ سال سن بود.